# Convención sobre Ciertas Armas Convencionales
La Convención sobre Ciertas Armas Convencionales, o Convención sobre prohibiciones o restricciones del empleo de ciertas armas convencionales que puedan considerarse excesivamente nocivas o de efectos indiscriminados abreviado (CCA o CCAC), se suscribió en Ginebra el 10 de octubre de 1980, entrando en vigor en diciembre del año 1983, tiene por objeto prohibir, o restringir, el uso de ciertas armas convencionales que se consideren excesivamente nocivas o cuyos efectos son indiscriminados. Es un anexo a los Convenios de Ginebra del 12 de agosto de 1949.

## Adopción de los Convenios y su entrada en vigor
Dicho Convenio consiste en un conjunto de "Protocolos Adicionales" formulados por primera vez el 10 de octubre de 1980 en Ginebra, entrando en vigor el 2 de diciembre de 1983. Formaban parte del Tratado 109 países, hasta el mes de marzo del año 2009. Algunos de estos países sólo han aprobado dos de los cinco protocolos, cuando son el mínimo requerido para ser considerados como firmantes.
Los Convenios constan de cinco Protocolos:
- El Protocolo I restringe las armas no detectables de fragmentación
- El Protocolo II restringe las minas terrestres y las armas trampa
- El Protocolo III restringe las armas incendiarias
- El Protocolo IV restringe las armas láser cegadoras; adoptado el 13 de octubre de 1995, en Viena
- El Protocolo V establece obligaciones y mejores prácticas para la limpieza de los restos explosivos de la guerra; adoptado el 28 de noviembre de 2003 en Ginebra[3]

El Protocolo II se modificó en el año 1996 para ampliar su ámbito de aplicación, entrando en vigor el 3 de diciembre de 1998. A fecha del 15 de junio de 2000 los firmantes del Protocolo modificado sumaban 50 países. La modificación amplió las restricciones sobre el uso de minas terrestres dentro de los conflictos internos, estableciendo estándares de seguridad para las minas lanzadas a distancia y prohibiendo el uso de minas de fragmentación y de minas terrestres antipersonas no localizables. La Falta de acuerdo para una prohibición total de las minas llevó al Tratado de Ottawa.
El Protocolo IV entró en vigor el 30 de julio de 1998 y a fecha 15 de junio de 2000, había 49 países firmantes.

## Objetivos
El objetivo del Convenio y sus Protocolos es la de proporcionar nuevas normas para la protección del personal militar y, en particular, de los civiles que puedan ser objeto de una lesión por un ataque, bajo diversas condiciones, por fragmentos, que no puedan ser fácilmente detectados en el cuerpo humano a través de rayos X, de las minas terrestres y trampas explosivas, de las armas incendiarias y de las armas láser que puedan causar ceguera.
El Convenio sobre Ciertas Armas Convencionales, junto con el Convenio sobre Armas Químicas, sirve como paraguas para los protocolos que se ocupan de determinadas armas. El Convenio y sus Protocolos anexos se aplican en las situaciones comunes a los Convenios de Ginebra del 12 de agosto de 1949 para la Protección de las Víctimas de Guerra, incluyendo cualquier situación descrita en el Protocolo Adicional I y en el Protocolo II de estos Convenios.
El Convenio sobre Ciertas Armas Convencionales carece de mecanismos de verificación y cumplimiento y de métodos para llevar a cabo un proceso formal para la resolución de los problemas derivados de su debido cumplimiento. Un país o Estado puede refutar su compromiso con el Convenio, o de cualquiera de los Protocolos, pero seguirá estando legalmente sometido hasta un año después de notificar al depositario del Tratado, (el Secretario General de las Naciones Unidas), de su intención de ser libre de sus obligaciones.

## Protocolo I: Fragmentos no detectables
El Protocolo I: fragmentos no localizables. Prohíbe el uso de cualquier arma cuyo efecto principal sea lesionar mediante fragmentos que no sean detectables en el cuerpo humano mediante rayos X.

## Protocolo II: Minas, Armas Trampa y Otros Artefactos
El Protocolo II sobre prohibiciones o restricciones del empleo de minas, armas trampa y otros artefactos fue modificado el 3 de mayo de 1996 para reforzar sus disposiciones. Se extiende el ámbito de su aplicación para cubrir tanto conflictos armados internacionales como internos. Prohíbe el uso no detectable de las minas antipersona y su traslado. Prohíbe el uso de minas que no incluyan un mecanismo destinado a desactivar la mina o su autodestrucción fuera del vallado, teniendo que estar sus áreas controladas y señaladas con advertencias siempre que sea posible. Amplía las obligaciones de protección en favor de la paz y otras misiones de las Naciones Unidas y de sus organismos y exige a los Estados para hacer cumplir las disposiciones dentro de su jurisdicción, y que se apliquen sanciones penales en caso de su violación.

## Protocolo III: Armas Incendiarias
El Protocolo III sobre Prohibiciones o Restricciones del Empleo de Armas Incendiarias prohíbe, en todas las circunstancias, hacer de la población civil como tal, y a personas o bienes de carácter civil, objeto de ataque mediante cualquier tipo de arma o munición concebida primordialmente para incendiar o que su objetivo sea la de causar quemaduras a las personas a través de la acción de las llamas, del calor o de una combinación de ambos, producidos por una reacción química de una sustancia para alcanzar el blanco. El Protocolo también prohíbe el uso de armas incendiarias contra objetivos militares cerca de la concentración de civiles, que de otra manera puede ser permitido por el principio de proporcionalidad.
En el Protocolo III se enumeran algunos tipos de municiones, como cortinas de humo que, incluso si contienen fósforo blanco, sólo tienen un efecto incendiario secundario, ya que este tipo de municiones no son consideradas como armas incendiarias.

## Protocolo IV: Armas Láser Cegadoras
El Protocolo Sobre Armas Láser Cegadoras prohíbe el uso de las armas láser específicamente diseñadas para causar un daño permanente como la ceguera. Las Altas Partes Contratantes no transferirán armas de este tipo a cualquier entidad estatal o no estatal.

## Protocolo V: Restos de Explosivos de Guerra
El Protocolo V sobre Restos de Explosivos de Guerra requiere la remoción de los artefactos explosivos sin detonar, tales como bombas sin explotar de bombas de racimo, minas abandonadas y armas explosivas.
Al cese de las hostilidades activas el Protocolo V establece la responsabilidad de los países que han utilizado armas explosivas para ayudar en la remoción de las municiones sin estallar que hayan sido utilizadas para este fin. Las Partes deberán, asimismo, atenerse a ciertas condiciones para proporcionar información sobre el uso de armas explosivas.

## Para leer más
- The Convention on Certain Conventional Weapons on the Historic Archives section of the UN Audiovisual Library of International Law website
- Conventional weapons and international humanitarian law, International Committee of the Red Cross.
- Arms Control Association Fact Sheet
- U.S. CCW Delegation Information Site
- A meeting of a UN working group on the CCW which contains in an appendix the list of signatory countries, and which protocols they are signatories to.
- Disarmament Insight website

- Datos: Q925836